# Le Baizil
Le Baizil est une commune française, située dans le département de la Marne en région Grand Est.
Elle fait partie de la région naturelle de la Brie champenoise, plus particulièrement de la Brie forestière. Son économie a ainsi longtemps été liée au travail du bois.
Commune rurale de l'aire d'attraction d'Épernay, Le Baizil est membre de la communauté de communes des Paysages de la Champagne, à qui elle a transféré un certain nombre de compétences (notamment en matière d'eau et de déchets).
Au dernier recensement de 2022, la commune comptait 271 habitants appelés Bezitiers et Bézitières.
Son patrimoine architectural comprend notamment son église, dédiée à Saint-Cénéric. Son patrimoine naturel comprend quant à lui deux zones naturelles d'intérêt écologique, faunistique et floristique.

## Géographie

### Localisation
Le Baizil se trouve à l'ouest du département de la Marne, en région Grand Est. La commune appartient à la région agricole de la Brie champenoise. La commune du Baizil s'étend sur une superficie de 1 449 hectares.
Par la route, Le Baizil se situe à 48 km de Châlons-en-Champagne, préfecture, à 17 km d'Épernay, sous-préfecture, et à 22 km de Dormans, bureau centralisateur du canton de Dormans-Paysages de Champagne dont dépend Le Baizil depuis 2015. La commune fait en outre partie du bassin de vie d'Épernay.
Le Baizil est limitrophe de 7 communes :
| Igny-Comblizy   | Festigny      | Saint-Martin-d'Ablois |
| Mareuil-en-Brie | Baizil        | Brugny-Vaudancourt    |
| Corribert       | Montmort-Lucy |                       |

### Géologie et relief
Sur le territoire communal, l'altitude varie de 180 à 243 mètres.
Le Baizil est située sur le plateau crayeux et boisé de la Brie champenoise.
Sur son territoire, le plateau briard est entaillé par le ru de Faverolles et le ru des Grosses Pierres (ou Gros Ru). Le village se trouve dans le vallon formée par le ru de Faverolles, qui s'écoule de l'est au sud-ouest.

### Hydrographie

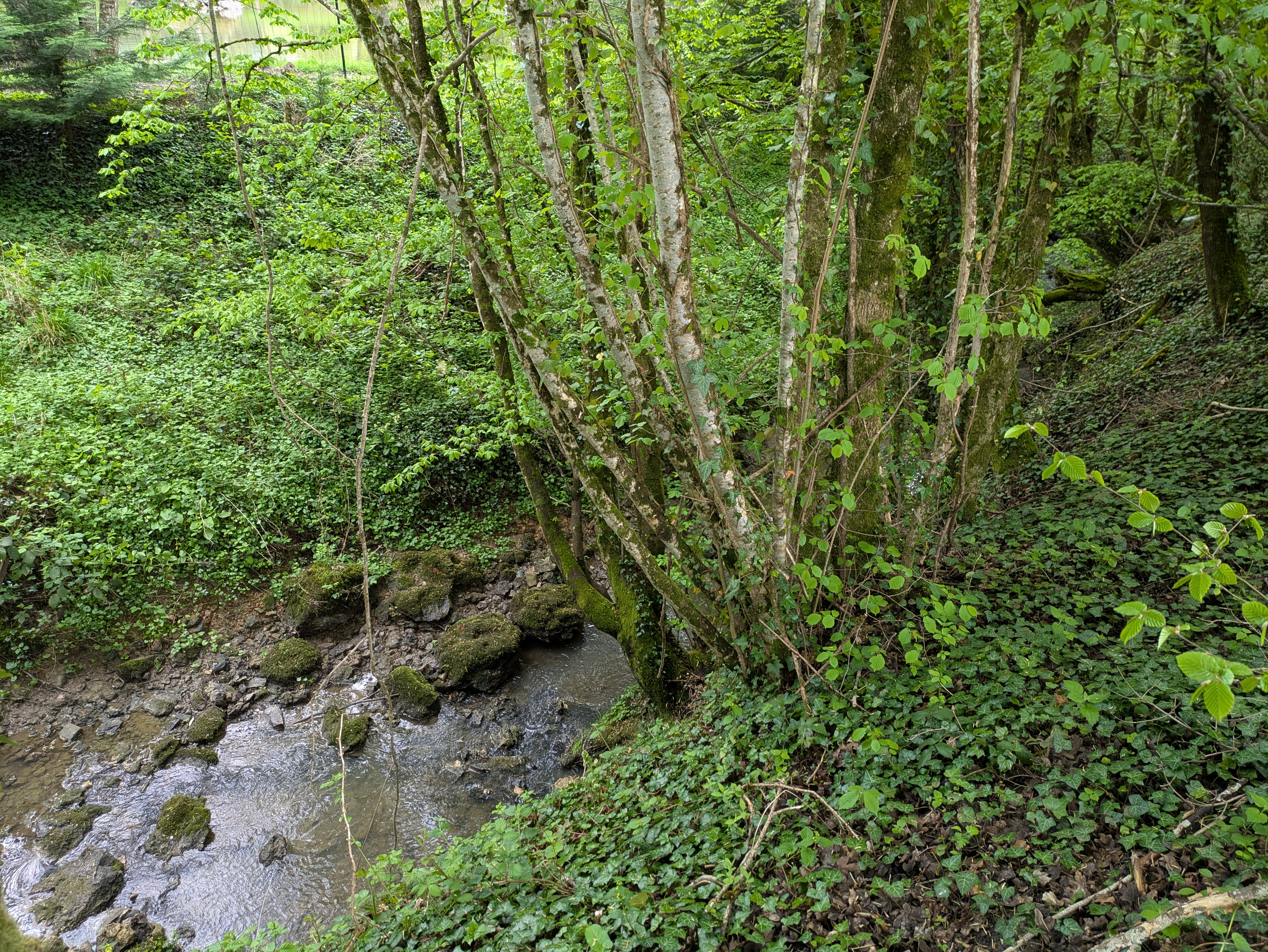
Le ru de Faverolles, à l'entrée du vallon boisé au sud du Baizil.

La commune est dans la région hydrographique « la Seine de sa source au confluent de l'Oise (exclu) » au sein du bassin Seine-Normandie. Elle est drainée par le ru des Grosses Pierres, le fossé 01 de l'Étang du Grand Pinard, le fossé 01 du Bois du Fond, le fossé 02 des Usages de Mareuil-en-Brie et le ru de Faverolles,.
Le ru des Grosses Pierres, d'une longueur de 12 km, prend sa source dans la commune  et se jette dans le Surmelin à La Ville-sous-Orbais, après avoir traversé six communes. 
Six plans d'eau complètent le réseau hydrographique : le plan d'eau 1 de la communes de le Baizil (1,5 ha), l'étang de la Bellegarde (4,6 ha), l'étang de la Chalandrie (2,2 ha), l'étang du Grand Pinard (11,2 ha), l'étang du le Petit Pinard (5,2 ha) et l'étang Neuf (19,5 ha),.

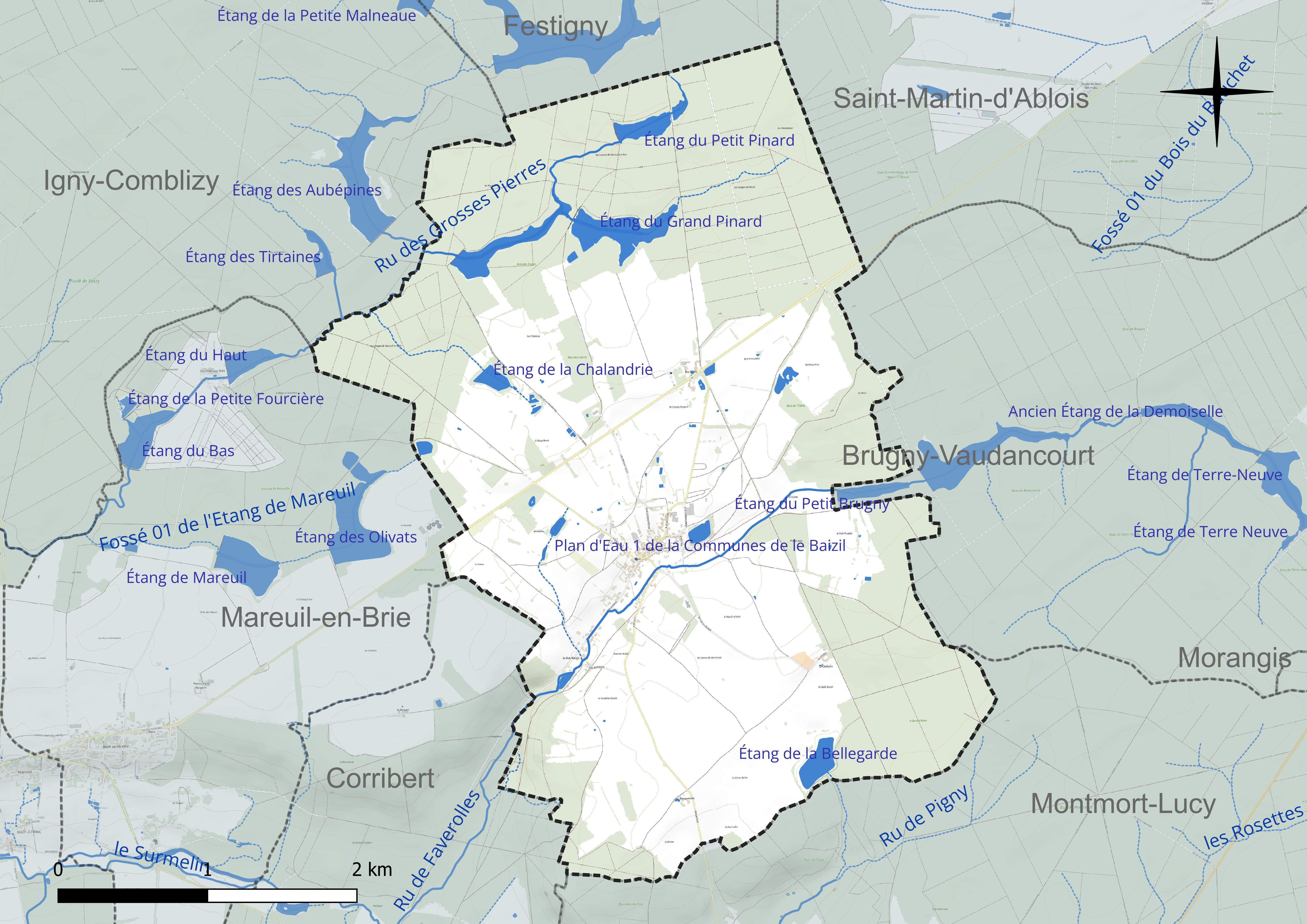
Réseau hydrographique du Baizil.

### Climat
Pour des articles plus généraux, voir Climat du Grand Est et Climat de la Marne.
En 2010, le climat de la commune est de type climat océanique dégradé des plaines du Centre et du Nord, selon une étude du Centre national de la recherche scientifique s'appuyant sur une série de données couvrant la période 1971-2000. En 2020, Météo-France publie une typologie des climats de la France métropolitaine dans laquelle la commune est exposée à un climat océanique altéré et est dans la région climatique  Nord-est du bassin Parisien, caractérisée par un ensoleillement médiocre, une pluviométrie moyenne régulièrement répartie au cours de l’année et un hiver froid (3 °C). 
Pour la période 1971-2000, la température annuelle moyenne est de 10,3 °C, avec une amplitude thermique annuelle de 15,9 °C. Le cumul annuel moyen de précipitations est de 797 mm, avec 12,8 jours de précipitations en janvier et 7,9 jours en juillet. Pour la période 1991-2020, la température moyenne annuelle observée sur la station météorologique de Météo-France la plus proche, « Chouilly », sur la commune de Chouilly à 17 km à vol d'oiseau, est de 11,4 °C et le cumul annuel moyen de précipitations est de 668,9 mm. 
La température maximale relevée sur cette station est de 40,3 °C, atteinte le 25 juillet 2019 ; la température minimale est de −12,3 °C, atteinte le 5 février 2012,,. 
Les paramètres climatiques de la commune ont été estimés pour le milieu du siècle (2041-2070) selon différents scénarios d'émission de gaz à effet de serre à partir des nouvelles projections climatiques de référence DRIAS-2020. Ils sont consultables sur un site dédié publié par Météo-France en novembre 2022.

### Milieux naturels et biodiversité
L'Inventaire national du patrimoine naturel (INPN) recense 435 espèces sur le territoire de la commune, dont 56 espèces protégées et 23 espèces menacées. Le Baizil compte deux zones naturelles d'intérêt écologique, faunistique et floristique (ZNIEFF).
La ZNIEFF de type I du « vallon boisé de Favorelles à Corribert » s'étend sur 120 hectares dans un vallon formé par le ru de Faverolles entre le Bas Baizil et Corribert. Le vallon est représentatif de la Brie champenoise avec un fond occupé par une aulnaie-frênaie à orme lisse et des pentes accueillant une chênaie pédonculée mésoneutrophile.
La ZNIEFF de type II du « massif forestier et étangs associés entre Épernay, Vertus et Montmort-Lucy » regroupe de nombreux massifs forestiers et étangs au sud et à l'ouest d'Épernay, sur le plateau de la Brie champenoise. Une partie de la ZNIEFF est un site du réseau Natura 2000.

## Urbanisme

### Typologie
Au 1er janvier 2024, Le Baizil est catégorisée commune rurale à habitat dispersé, selon la nouvelle grille communale de densité à sept niveaux définie par l'Insee en 2022.
Elle est située hors unité urbaine. Par ailleurs la commune fait partie de l'aire d'attraction d'Épernay, dont elle est une commune de la couronne,. Cette aire, qui regroupe 44 communes, est catégorisée dans les aires de 50 000 à moins de 200 000 habitants,.

### Occupation des sols
L'occupation des sols de la commune, telle qu'elle ressort de la base de données européenne d’occupation biophysique des sols Corine Land Cover (CLC), est marquée par l'importance des territoires agricoles (52,9 % en 2018), une proportion identique à celle de 1990 (52,9 %). La répartition détaillée en 2018 est la suivante : forêts (45,3 %), prairies (28,7 %), terres arables (20,6 %), zones agricoles hétérogènes (3,6 %), zones urbanisées (1,8 %).
L'évolution de l’occupation des sols de la commune et de ses infrastructures peut être observée sur les différentes représentations cartographiques du territoire : la carte de Cassini (XVIIIe siècle), la carte d'état-major (1820-1866) et les cartes ou photos aériennes de l'IGN pour la période actuelle (1950 à aujourd'hui).

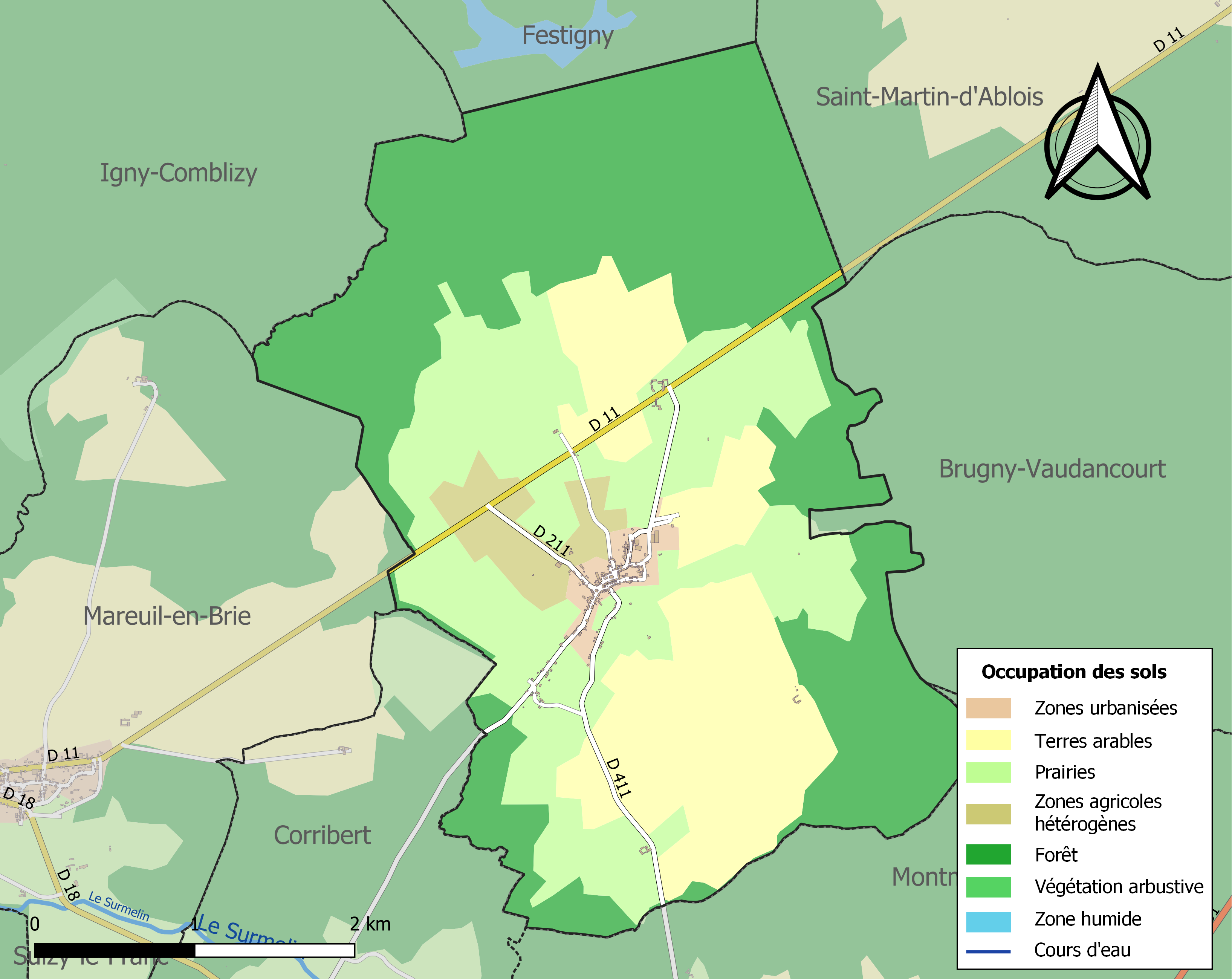
Carte des infrastructures et de l'occupation des sols de la commune en 2018 (CLC).

### Morphologie rurale, hameaux et écarts

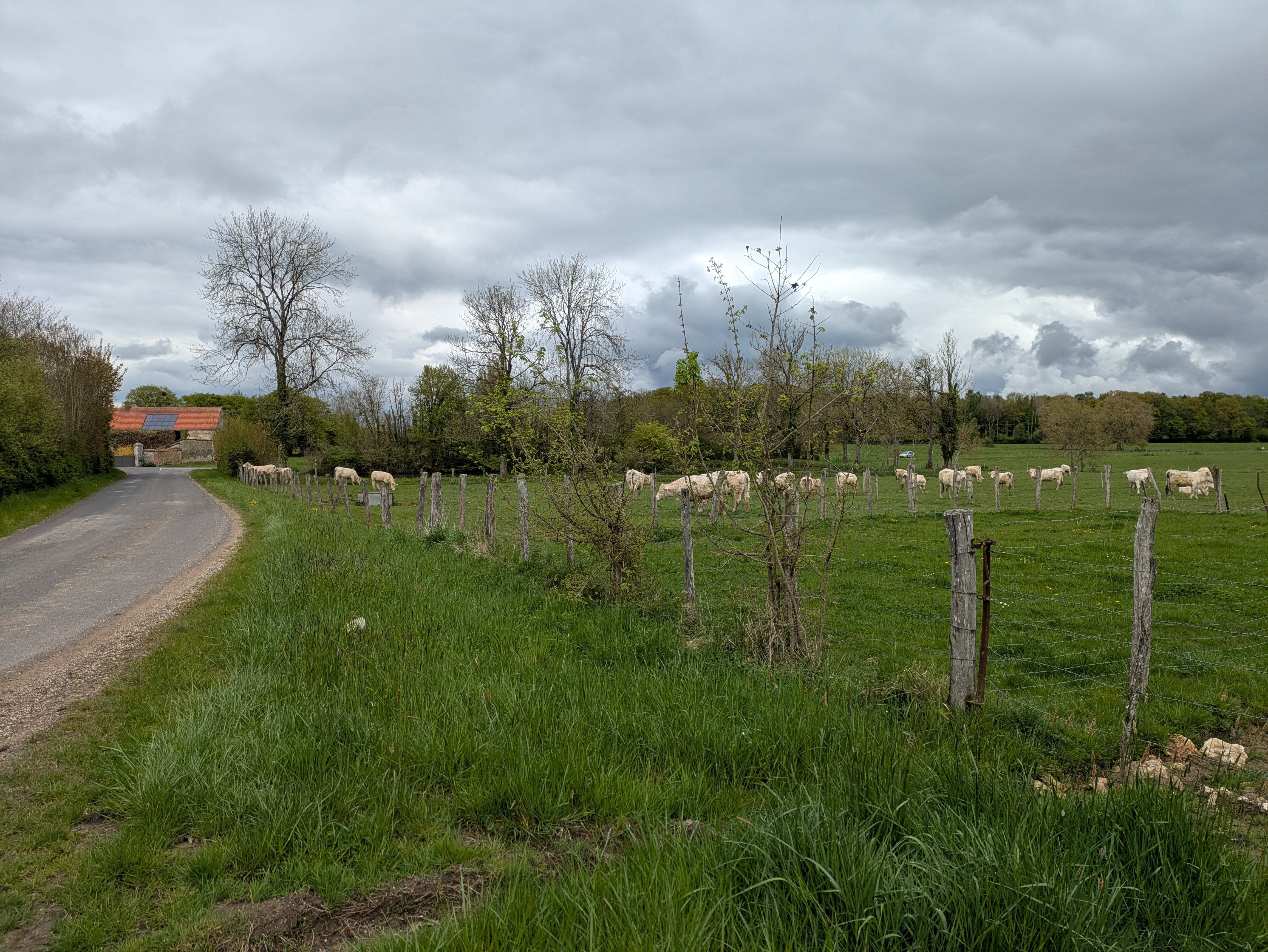
Prairie au hameau les Pâtis.

Le centre ancien du Baizil est concentré autour des places de l'église et de la mairie. Il est minéral, avec des rues étroites et des constructions en alignement de la rue. Ses jardins et vergers se trouvent en périphérie. Le village s'est par la suite développé en direction de l'ancien hameau du Bas Baizil (au sud-ouest) et de la route de Montmort. L'entrée du nord du village se démarque par ses grands bâtiments agricoles ou industriels.
Outre le village du Baizil, la commune comprend le hameau les Pâtis au nord sur la route départementale 11, une maison isolée au bord de cette même route, ainsi que deux anciennes fermes au sud et au sud-est, Beauvoisin et la Croisée,.

### Planification
Les règles d'urbanisme sur le territoire du Baizil sont déterminées par le schéma de cohérence territoriale d'Épernay et sa Région (SCoTER) approuvé le 5 décembre 2018 et par la carte communale approuvée par le conseil municipal du Baizil le 29 septembre 2005.

### Habitat et logement
En 2021, Le Baizil compte 138 logements. Ces logements sont à 97 % des maisons. En raison de la prévalence des maisons, les résidences principales du Baizil disposent en moyenne de 4,9 pièces.
Le tableau ci-dessous présente une comparaison de quelques indicateurs chiffrés du logement pour Le Baizil, la communauté de communes des Paysages de la Champagne (CCPC), le département de la Marne et la France entière :
|                                                            | Le Baizil | CCPC   | Marne   | France     |
| ---------------------------------------------------------- | --------- | ------ | ------- | ---------- |
| Ensemble des logements                                     | 138       | 11 470 | 300 919 | 37 155 918 |
| Part des résidences principales (en %)                     | 77,0      | 80,9   | 87,5    | 82,2       |
| Part des résidences secondaires (en %)                     | 5,5       | 5,8    | 3,4     | 9,7        |
| Part des logements vacants (en %)                          | 17,5      | 13,4   | 9,1     | 8,1        |
| Part des propriétaires de leur résidence principale (en %) | 92,1      | 76,4   | 52,2    | 57,5       |

À Le Baizil, en 2021, 77 % des logements sont des résidences principales, 5,5 % des résidences secondaires et 17,5 % des logements vacants. Par ailleurs, 92,1 % des ménages sont propriétaires de leur résidence principale. Le Baizil se démarque alors par un nombre supérieur à la moyenne de logements vacants et de ménages propriétaires de leur résidence principale.
Parmi les 104 résidences principales construites avant 2019, 21,7 % avaient été construites avant 1919, 18 % entre 1919 et 1945, 18,1 % entre 1946 et 1970, 17,1 % entre 1971 et 1990, 7,2 % entre 1991 et 2005 et 17,9 % depuis 2006.
Le bâti ancien est généralement construit en pierre calcaire ou meulière avec des encadrements en brique. Les constructions plus récentes s'éloignent de ce style architectural, typique de la Brie.
Le tableau ci-dessous présente l'évolution du nombre de logements sur le territoire de la commune, par catégorie, depuis 1968 :
|                        | 1968 | 1975 | 1982 | 1990 | 1999 | 2010 | 2015 | 2021 |
| ---------------------- | ---- | ---- | ---- | ---- | ---- | ---- | ---- | ---- |
| Résidences principales | 103  | 93   | 90   | 96   | 98   | 103  | 105  | 107  |
| Résidences secondaires | 6    | 9    | 16   | 11   | 12   | 8    | 12   | 8    |
| Logements vacants      | 4    | 15   | 15   | 8    | 5    | 18   | 21   | 24   |
| Total                  | 113  | 117  | 121  | 115  | 115  | 130  | 139  | 138  |

### Voies de communication et transports
La route départementale 11, entre Saint-Martin-d'Ablois (puis Épernay) au nord-est et Mareuil-en-Brie (puis Orbais-l'Abbaye) au sud-ouest, passe au nord de la commune. Le village du Baizil est relié à cette route par la rotue départementale 211. La route départementale 411 relie enfin Le Baizil à Montmort-Lucy au sud.
Au début du XXe siècle, la commune était desservie par les chemins de fer de la Banlieue de Reims (CBR) et disposait de sa propre gare. Aujourd'hui, la gare la plus proche est la gare d'Épernay.

### Risques naturels et technologiques
Le territoire de Le Baizil est vulnérable à différents risques naturels et technologiques. La commune n'est toutefois pas dans l'obligation d'élaborer et publier un document d'information communal sur les risques majeurs, ni un plan communal de sauvegarde.
La commune est concernée par les risques de mouvements de terrain et par le risque d'inondation par remontée de nappe. Elle a fait l'objet de plusieurs arrêtés reconnaissant l'état de catastrophe naturelle pour des inondations et/ou coulées de boue, en 1999 et 2012.
Le Baizil est affectée par le phénomène de retrait-gonflement des argiles (risque moyen). Le risque sismique est très faible sur son territoire. De même, le potentiel radon de la commune est faible.
Le Baizil compte par ailleurs un site potentiellement concerné par la pollution des sols, une ancienne scierie à l'entrée nord du village.

## Toponymie
Le Baizil proviendrait du germanique *baki, bach « ruisseau », qui a donné bais, et suffixe roman diminutif -il.[réf. nécessaire] Le Baizil est sur le « ru du Baizil », un petit affluent du Surmelin.

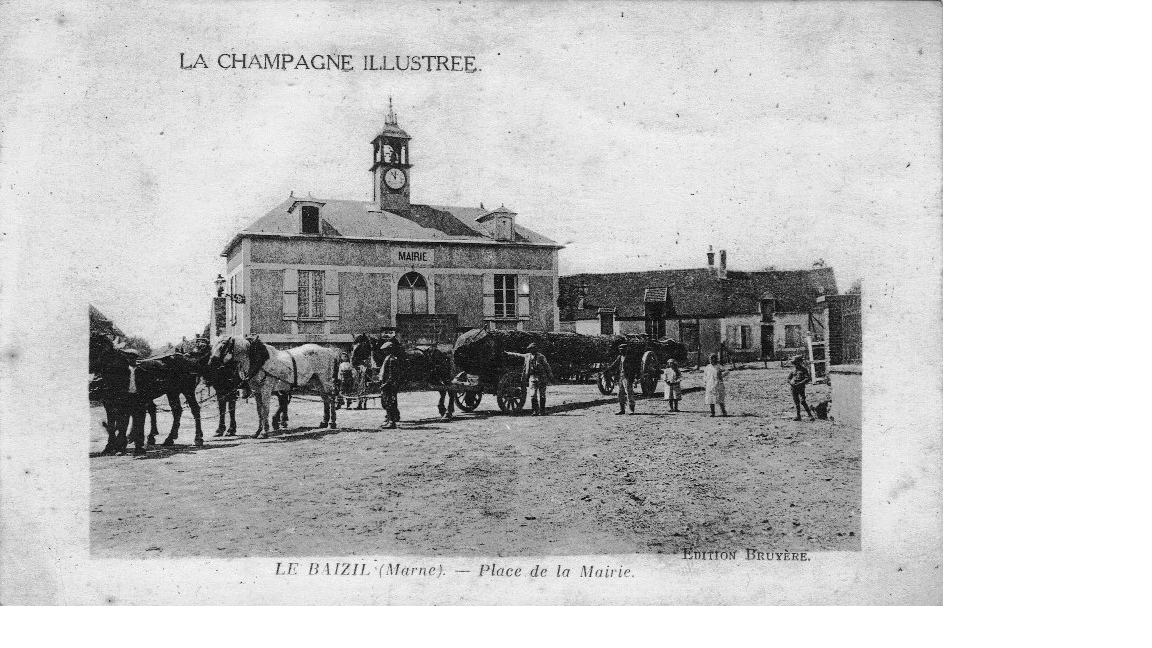
Convoi d'un arbre vers la scierie, sur la place de la Mairie (vers 1910).

Le nom de la localité est attesté sous les formes Le Baisil (1136) ; Basillum (1154-1159) ; Basil (1167-1169) ; Baysil prope Montem Mauri (1220) ; Baisil (vers 1222) ; Bassillum, Bessillum, le Baisill, Besyl, le Baizil, le Beisil, le Beisis (vers 1252) ; Bayssi (1263) ; Baisilium (1266) ; Le Besill, le Bezill (vers 1274) ; Le Basil (1362) ; Le Bassil (1365) ; Bézy (1400) ; Le Besil (1401) ; Le Baisy (1409) ; Le Bezi (1524) ; Le Baezil (1529) ; Le Besil en Brie (1548) ; Le Bézy (1549) ; Bezil (XVIIIe siècle) ; En 1801, le nom de la commune pouvait s’écrire Le Bezis.

## Histoire
Le village est mentionné dans le cartulaire de l'abbaye Saint-Martin d'Épernay, en 1136, il dépendait de la coutume de Vitry.

## Politique et administration

### Rattachements administratifs et électoraux

#### Rattachements administratifs
La commune se trouve dans l'arrondissement d'Épernay au sein du département de la Marne et de la région Grand Est.  
Elle faisait partie depuis 1801 du canton de Montmort-Lucy. Dans le cadre du redécoupage cantonal de 2014 en France, cette circonscription administrative territoriale a disparu, et le canton n'est plus qu'une circonscription électorale.

#### Rattachements électoraux
Pour les élections départementales, la commune fait partie depuis 2014 du canton de Dormans-Paysages de Champagne.
Pour l'élection des députés, elle fait partie de la troisième circonscription de la Marne.

### Intercommunalité
Le Baizil était membre de la communauté de communes de la Brie des Étangs, un établissement public de coopération intercommunale (EPCI) à fiscalité propre créé en 2003 et auquel la commune avait transféré un certain nombre de ses compétences, dans les conditions déterminées par le Code général des collectivités territoriales.
Dans le cadre des dispositions de la loi portant nouvelle organisation territoriale de la République du 7 août 2015, qui prévoit que les établissements publics de coopération intercommunale (EPCI) à fiscalité propre doivent avoir un minimum de 15 000 habitants, cette intercommunalité a fusionné avec ses voisines pour former, le 1er janvier 2017, la communauté de communes des Paysages de la Champagne, dont est désormais membre la commune.
Le Baizil n'est membre d'aucune autre intercommunalité.

### Liste des maires

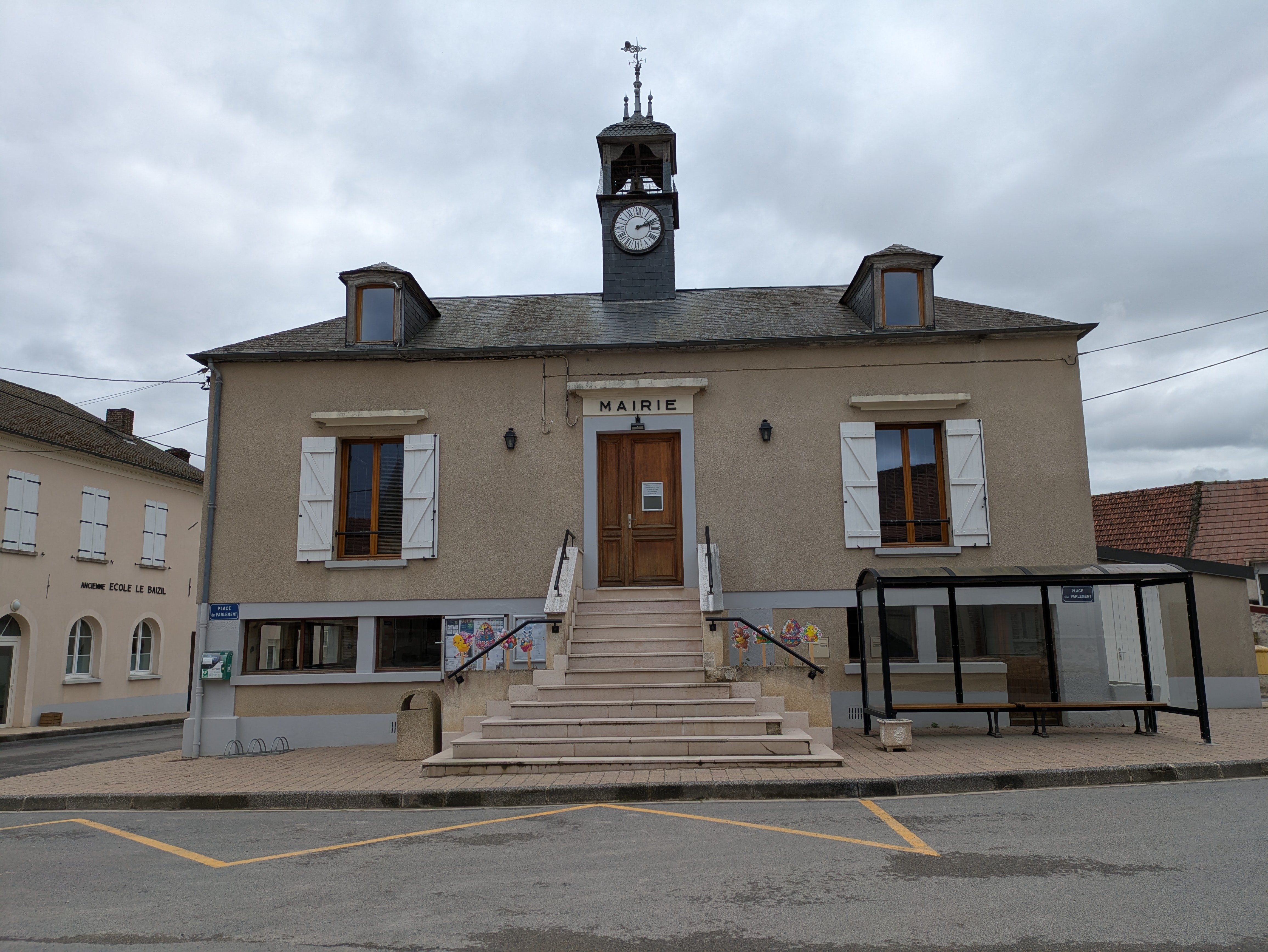
La mairie du Baizil, sur la place du Parlement. Fichier:Le Baizil - Cloche de la mairie sonnant 12h.ogg

| Période                                  | Période                      | Identité                             | Étiquette | Qualité                                         |
| ---------------------------------------- | ---------------------------- | ------------------------------------ | --------- | ----------------------------------------------- |
| Les données manquantes sont à compléter. |                              |                                      |           |                                                 |
| 1933                                     | 1940                         | Jean-Charles Charpentier (1870-1954) | Rad.      | Ingénieur, Révoqué par le Gouvernement de Vichy |
| 1945                                     | 1954                         | Jean-Charles Charpentier             | Rad.      | Président du conseil général (1945-1949)        |
|                                          |                              |                                      |           |                                                 |
| 1998                                     | 2008                         | Paolino Salvador                     |           |                                                 |
| 2008                                     | En cours (au 4 juillet 2014) | Christine Meteyer                    |           | Réélu pour le mandat 2014-2020                  |

### Jumelages
Au 1er janvier 2023, Le Baizil n'est jumelée avec aucune ville.

## Équipements et services publics

### Eau et déchets
L'approvisionnement en eau potable et l'assainissement des eaux usées sont des compétences de la communauté de communes des Paysages de la Champagne. La commune du Baizil est alimentée en eau potable par la source de la Fontaine Grassaille, située sur son territoire. La production et la distribution d'eau potable font l'objet d'une délégation de service public confiée à Suez jusqu'en 2029. En 2022, l'assainissement y est non collectif et assuré en régie par la communauté de communes. En 2024, des travaux de construction d'une station d'épuration (située sur la route de Corribert) et de réhabilitation du réseau sont entrepris pour un montant d'environ 1,1 million d'euros.
La communauté de communes est également compétente en matière de déchets. La collecte des ordures ménagères résiduelles et des déchets recyclables est réalisée en porte à porte. La communauté de commune adhérant au syndicat de valorisation des ordures ménagères de la Marne (SYVALOM), ces déchets sont amenés au centre de transfert départemental de Pierry puis valorisés sur le site de La Veuve. La collecte du verre et des textiles se fait en apport volontaire. La communauté de communes met par ailleurs six déchèteries à disposition de ses habitants, accessibles après création d'une carte d'accès : à Châtillon-sur-Marne, Damery-Venteuil, Fèrebrianges, Mareuil-le-Port, Montmort-Lucy et Trélou-sur-Marne.

### Enseignement

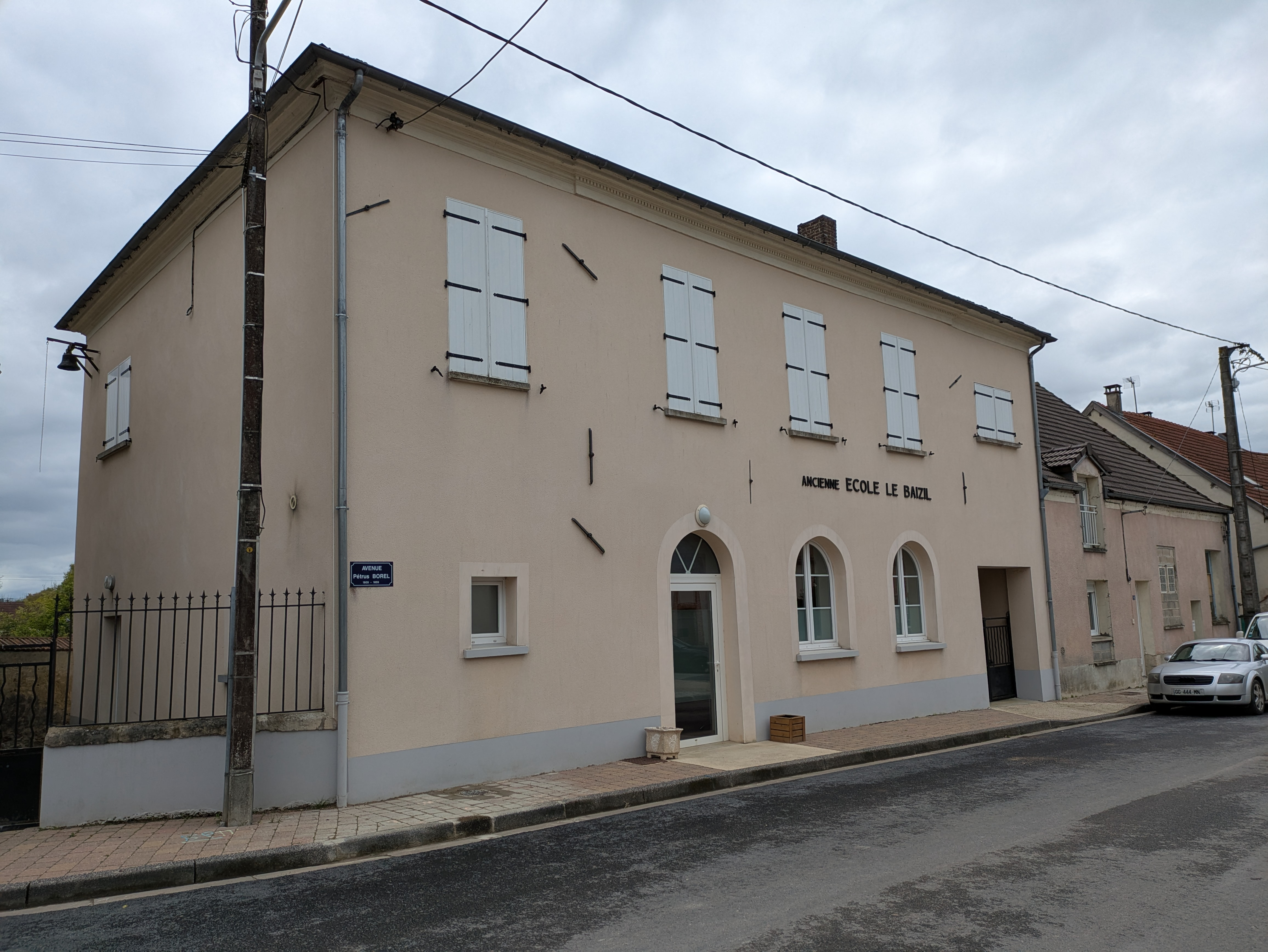
L'ancienne école du Baizil.

Le Baizil fait partie de l'académie de Reims.
Les enfants du Baizil sont accueillis au sein des écoles d'Orbais-l'Abbaye. Installées rue du Parc, les écoles sont fréquentées par 39 élèves de maternelle et 54 élèves d'élémentaire (chiffres 2024-2025)
Les jeunes du Baizil sont ensuite rattachés au collège Lucie Aubrac de Montmort-Lucy et au lycée La Fontaine du Vé de Sézanne.

### Postes et télécommunications
Une boîte aux lettres de La Poste se trouve sur le territoire de la commune, place du Parlement. Les bureaux de poste les plus proches sont les agences postales communes de Montmort-Lucy et Saint-Martin-d'Ablois, situées à environ 6 km de du Baizil.

### Justice, sécurité et secours
Du point de vue judiciaire, Le Baizil relève du conseil de prud'hommes d'Épernay, du tribunal de commerce de Reims, du tribunal judiciaire, du tribunal paritaire des baux ruraux et du tribunal pour enfants de Châlons-en-Champagne, dans le ressort de la cour d'appel de Reims. Pour le contentieux administratif, la commune dépend du tribunal administratif de Châlons-en-Champagne et de la cour administrative d'appel de Nancy.
Le Baizil est située en secteur Gendarmerie nationale et dépend de la brigade d'Étoges.
En matière d'incendie et de secours, le centre d'incendie et de secours le plus proche est celui de Montmort, dépendant du Service départemental d'incendie et de secours (SDIS) de la Marne. La commune est rattachée au centre de première intervention de Saint-Martin-d'Ablois-Boursault, qui compte 17 sapeurs-pompiers volontaires intercommunaux suppléant les pompiers professionnels du SDIS.

## Population et société

### Démographie
L'évolution du nombre d'habitants est connue à travers les recensements de la population effectués dans la commune depuis 1793. Pour les communes de moins de 10 000 habitants, une enquête de recensement portant sur toute la population est réalisée tous les cinq ans, les populations de référence des années intermédiaires étant quant à elles estimées par interpolation ou extrapolation. Pour la commune, le premier recensement exhaustif entrant dans le cadre du nouveau dispositif a été réalisé en 2007.

En 2022, la commune comptait 271 habitants, en évolution de +5,45 % par rapport à 2016 (Marne : −1,19 %, France hors Mayotte : +2,11 %).
| 1793 | 1800 | 1806 | 1821 | 1831 | 1836 | 1841 | 1846 | 1851 |
| ---- | ---- | ---- | ---- | ---- | ---- | ---- | ---- | ---- |
| 436  | 534  | 444  | 388  | 418  | 427  | 442  | 428  | 432  |

| 1856 | 1861 | 1866 | 1872 | 1876 | 1881 | 1886 | 1891 | 1896 |
| ---- | ---- | ---- | ---- | ---- | ---- | ---- | ---- | ---- |
| 415  | 457  | 471  | 447  | 462  | 462  | 414  | 386  | 373  |

| 1901 | 1906 | 1911 | 1921 | 1926 | 1931 | 1936 | 1946 | 1954 |
| ---- | ---- | ---- | ---- | ---- | ---- | ---- | ---- | ---- |
| 346  | 355  | 328  | 320  | 323  | 297  | 287  | 290  | 342  |

| 1962 | 1968 | 1975 | 1982 | 1990 | 1999 | 2006 | 2007 | 2012 |
| ---- | ---- | ---- | ---- | ---- | ---- | ---- | ---- | ---- |
| 350  | 344  | 289  | 257  | 255  | 262  | 259  | 258  | 258  |

| 2017 | 2022 | - | - | - | - | - | - | - |
| ---- | ---- | - | - | - | - | - | - | - |
| 253  | 271  | - | - | - | - | - | - | - |

### Sports, loisirs et vie associative
Le Baizil ne compte pas d'installations sportives, en dehors d'aires de jeux pour enfants.
La commune dispose d'une salle des fêtes.
Le Baizil compte deux associations : un comité des fêtes et une association communale de chasse.

### Cultes
Pour le culte catholique, Le Baizil dépend de la paroisse Saint-Alpin - Le Surmelin, au sein du diocèse de Châlons-en-Champagne.

### Médias
La presse écrite régionale comprend le quotidien L'Union et l'hebdomadaire L'Hebdo du vendredi.
Parmi les stations de radio locales, il est possible de citer Ici Champagne-Ardenne et Champagne FM.

## Économie

### Revenus de la population et fiscalité
En 2021, la commune compte 111 ménages fiscaux, regroupant 274 personnes.
Le revenu disponible par unité de consommation est alors de 23 060 €, inférieur à celui de la communauté de communes des Paysages de la Champagne (24 050 €) mais supérieur à celui du département de la Marne (22 830 €) et proche de celui de la France métropolitaine (23 080 €).
Pour des raisons de secret statistique, le taux de pauvreté au Baizil n'est pas communiqué par l'Insee.

### Emploi
Le Baizil appartient à la zone d'emploi d'Épernay.
En 2021, le taux d'activité des 15-64 ans est de 81,3 %, supérieur à celui de la communauté de communes (79,7 %), du département (74 %) et de la France métropolitaine (74,9 %). Pour cette même catégorie de population, le taux de chômage est de 8,8 % contre 8 % pour la communauté de communes, 12,1 % pour la Marne et 11,7 % pour la France métropolitaine.
En 2021, Le Baizil compte 18 emplois, dont 63,9 % de salariés et 36,1 % de non-salariés. Avec 132 actifs y résidant, la commune a alors un indicateur de concentration d'emploi de 13,6. Dans les faits, 9 % des actifs résidant au Baizil y travaillent tandis que 91 % travaillent dans une autre commune.

### Entreprises, commerces et agriculture
En 2022, la commune compte 12 établissements économiquement actifs (hors agriculture).
En 2005, le seul commerce de la commune est son café-restaurant. L'essentiel des commerces se trouvent alors à Montmort-Lucy ou à Épernay.
En 2020, Le Baizil compte 7 exploitations agricoles, pour une surface agricole utilisée de 119 hectares et 10 emplois à temps plein. Selon l'Agreste, la production agricole de la commune est spécialisée dans la viticulture. Cependant, la carte communale évoque une agriculture dominée l'élevage de bovins, d'ovins et la culture céréalière,  et mentionne l'appartenance de la commune à l'appellation d'origine protégée du brie de Meaux.

## Culture locale et patrimoine

### Lieux et monuments

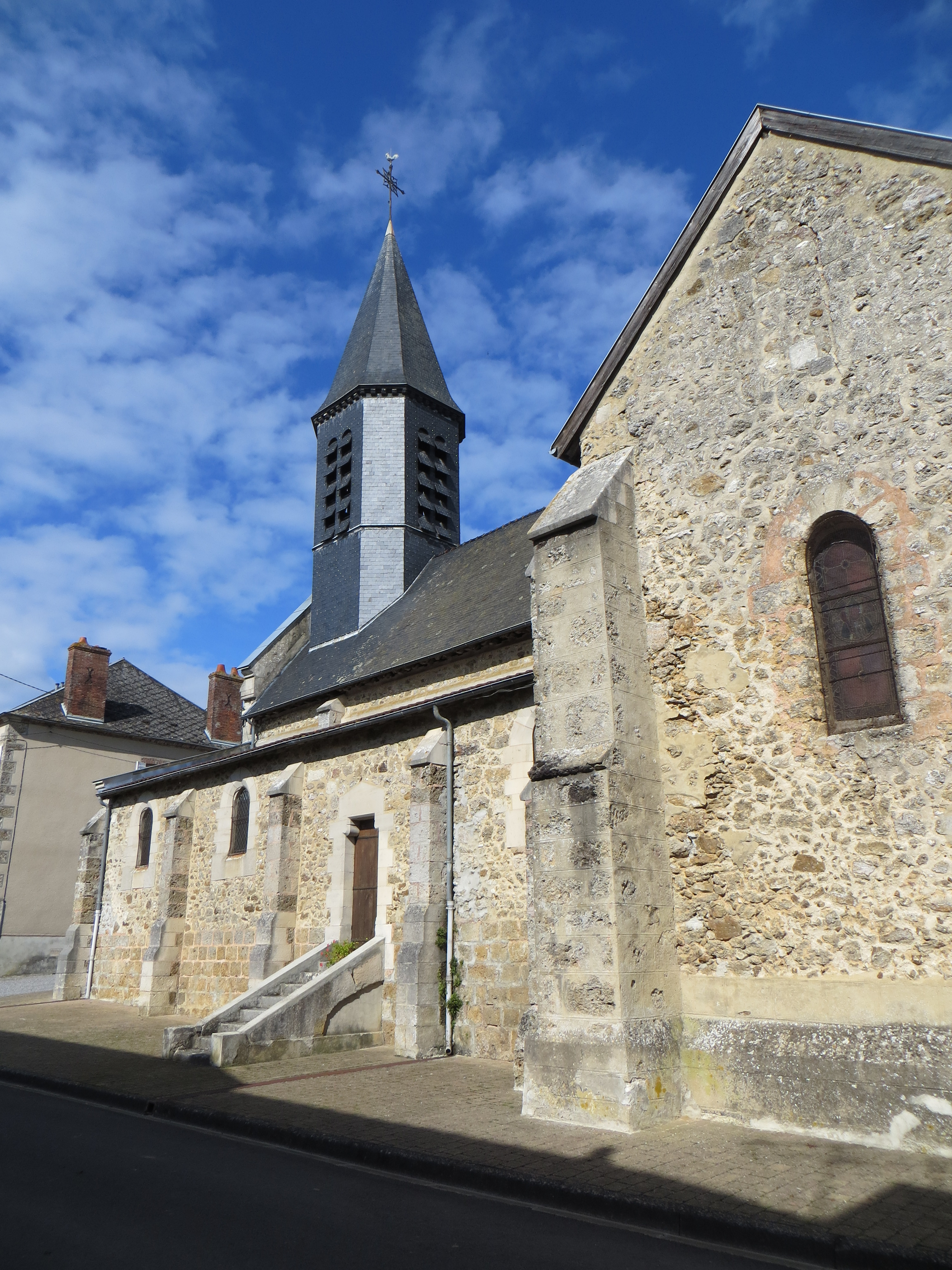
L'église Saint-Cénéric.

Le principal monument du Baizil est son église dédiée à Cénéric ou Sérenic. L'église est reconstruite en 1859-1860, en moellon et meulière, sur les bases d'une ancienne église romane du XIIe siècle, dont elle a conservé certains éléments (parties du chœur, remplages de baies, culots du bras nord).
L'église renferme plusieurs éléments inscrits aux monuments historiques à titre d'objet : deux chapiteaux sculptés du XVIe siècle, provenant probablement de l'ancienne église et posés dans le bas-côté nord ; le maître-autel en marbre de la nouvelle église ; un tableau peint à l'huile de la Vierge à l'Enfant ; une exposition en bois du XVIIIe siècle ; une statue en bois du Christ en croix du XVIIIe siècle,.
Le patrimoine architectural local est complété par l'ancienne gare de chemin de fer, quelques maisons anciennes et des croix en dehors du village.

### Personnalités liées à la commune
- Pétrus Borel, écrivain français, romantique frénétique surnommé « Le Lycanthrope » (1809-1859). Il écrit dans la commune son seul et unique roman, Madame Putiphar (1839) qui paraîtra chez Ollivier en deux volumes en 1839[73].